# Elise Christie
Elise Christie (Livingston, 13 augustus 1990) is een Schots shorttrackster die in internationale wedstrijden uitkomt voor Groot-Brittannië.

## Carrière
Elise Christie vertegenwoordigde Groot-Brittannië op de Olympische Winterspelen 2010 in Vancouver, maar eindigde op geen enkele afstand in de top tien. Toen ze Groot-Brittannië op de Olympische Winterspelen 2014 in Sotsji vertegenwoordigde ging het flink mis, op de 1500 meter finishte ze niet in de voorronde, op de 1000 meter werd ze gediskwalificeerd in de halve finale en op de 500 meter werd ze gediskwalificeerd in de finale voor het hinderen van Arianna Fontana en mogelijk ook de in eerste positie schaatsende Park Seung-hi. Veel Zuid-Koreaanse fans zagen zich een gouden medaille door de neus geboord worden en vielen Christie lastig op de sociale media. Als gevolg hiervan sloot Christie haar Twitteraccount.
Zeven keer won Christie een WK-medaille, doch nog geen gouden. Ze won brons op de 1000 meter in Debrecen 2013, zilver op de 500 meter in Montreal 2014, zilver op zowel 500 als 1000 meter in Moskou 2015 en in Seoel 2016 zilver op de 1000 meter en brons op de 1500 meter en het klassement.
Op de Europese kampioenschappen shorttrack stond ze ook meerdere malen op het podium. Na brons in 2010 en zilver in 2013 en 2014 won ze de gouden medaille en haar eerste grote titel bij de Europese kampioenschappen shorttrack 2015. Wel had ze in het wereldbekerseizoen 2012/2013 al het klassement op de 1000 meter op haar naam geschreven.
1976: Celeste Chlapaty · 
1977: Brenda Webster · 
1978: Sarah Docter · 
1979: Sylvie Daigle · 
1980: Miyoshi Kato · 
1981: Miyoshi Kato · 
1982: Maryse Perreault · 
1983: Sylvie Daigle · 
1984: Mariko Kinoshita · 
1985: Eiko Shishii · 
1986: Bonnie Blair · 
1987: Eiko Shishii · 
1988: Sylvie Daigle · 
1989: Sylvie Daigle · 
1990: Sylvie Daigle · 
1991: Nathalie Lambert · 
1992: Kim So-hee · 
1993: Nathalie Lambert · 
1994: Nathalie Lambert · 
1995: Chun Lee-kyung · 
1996: Chun Lee-kyung · 
1997: Chun Lee-kyung/Yang Yang (A) · 
1998: Yang Yang (A) · 
1999: Yang Yang (A) · 
2000: Yang Yang (A) · 
2001: Yang Yang (A) · 
2002: Yang Yang (A) · 
2003: Choi Eun-kyung · 
2004: Choi Eun-kyung · 
2005: Jin Sun-yu · 
2006: Jin Sun-yu · 
2007: Jin Sun-yu · 
2008: Wang Meng · 
2009: Wang Meng · 
2010: Park Seung-hi · 
2011: Cho Ha-ri · 
2012: Li Jianrou · 
2013: Wang Meng · 
2014: Shim Suk-hee · 
2015: Choi Min-jeong · 
2016: Choi Min-jeong · 
2017: Elise Christie ·
2018: Choi Min-jeong ·
2019: Suzanne Schulting ·
2021: Suzanne Schulting ·
2022: Choi Min-jeong